# Championnats d'Europe de roller de vitesse 2019
Navigation
Édition précédente Édition suivante
Les championnats d'Europe de roller course 2019, ont lieu du 25 août 2019 au 1er septembre 2019 à Pampelune en Espagne.

## Podiums

### Femmes
| Épreuves                    | Or                                             | Argent                                          | Bronze                                                   |
| Piste                       | Piste                                          | Piste                                           | Piste                                                    |
| --------------------------- | ---------------------------------------------- | ----------------------------------------------- | -------------------------------------------------------- |
| 200 m c.l.m                 | Mathilde Pedronno                              | Sandrine Tas                                    | Linda Rossi                                              |
| 500 m sprint                | Sandrine Tas                                   | Mathilde Pedronno                               | Laethisia Schimek                                        |
| 1 000 m sprint              | Sandrine Tas                                   | Linda Rossi                                     | Anke Vos                                                 |
| 10 000 m points-élimination | Francesca Lollobrigida                         | Edda Paluzzi                                    | Luisa Woolaway                                           |
| 10 000 m élimination        | Sandrine Tas                                   | Francesca Lollobrigida                          | Marine Lefeuvre                                          |
| 3 000 m relais              | Belgique Sandrine Tas Anke Vos Nymphe Keuleers | Espagne Maite Ancin Maialen Oñate Sheila Posada | Portugal Andreia Canha Carolina Ferreira Margarida Sousa |
| 500 m sprint par équipe     | Belgique Sandrine Tas Stien Vanhoutte          | Italie Giorgia Bormida Linda Rossi              | Espagne Sheila Posada Saray Narváez                      |
| Route                       |                                                |                                                 |                                                          |
| 100 m c.l.m                 | Linda Rossi                                    | Sandrine Tas                                    | Stien Vanhoutte                                          |
| un tour de sprint           | Stien Vanhoutte                                | Anke Vos                                        | Mathilde Pedronno                                        |
| 10 000 m points             | Francesca Lollobrigida                         | Maite Ancin                                     | Laura Lorenzato                                          |
| 15 000 m élimination        | Sandrine Tas                                   | Francesca Lollobrigida                          | Giorgia Bormida                                          |
| Longue distance             |                                                |                                                 |                                                          |
| 42 195 m                    | Maialen Oñate                                  | Juliette Pouydebat                              | Josie Hofmann                                            |

### Hommes
| Épreuves                    | Or                                                  | Argent                                                    | Bronze                                          |
| Piste                       | Piste                                               | Piste                                                     | Piste                                           |
| --------------------------- | --------------------------------------------------- | --------------------------------------------------------- | ----------------------------------------------- |
| 200 m c.l.m                 | Ioseba Fernandez                                    | Jonathan Galar                                            | Duccio Marsili                                  |
| 500 m sprint                | Duccio Marsili                                      | Valentin Thiebault                                        | Darren De Souza                                 |
| 1 000 m sprint              | Giuseppe Bramante                                   | Patxi Peula                                               | Diogo Marreiros                                 |
| 10 000 m points-élimination | Daniel Niero                                        | Diogo Marreiros                                           | Patxi Peula                                     |
| 10 000 m élimination        | Giuseppe Bramante                                   | Martin Ferrié                                             | Doucelin Pedicone                               |
| 3 000 m relais              | Italie Daniel Niero Duccio Marsili Filippo Manera   | France Quentin Giraudeau Martin Ferrié Valentin Thiebault | Espagne Patxi Peula David Morell Gabriel Barata |
| 500 m sprint par équipe     | Espagne Ioseba Fernandez Patxi Peula Jonathan Galar | Pays-Bas Merijn Scheperkamp Rémon Kwant                   | France Quentin Giraudeau Flavien Foucher        |
| Route                       |                                                     |                                                           |                                                 |
| 100 m c.l.m                 | Ioseba Fernandez                                    | Jonathan Galar                                            | Ron Pucklitzsch                                 |
| un tour de sprint           | Ioseba Fernandez                                    | Valentin Thiebault                                        | Duccio Marsili                                  |
| 10 000 m points             | Patxi Peula                                         | Daniel Niero                                              | Casper de Gier                                  |
| 15 000 m élimination        | Martin Ferrié                                       | Daniele Di Stefano                                        | Diogo Marreiros                                 |
| Longue distance             |                                                     |                                                           |                                                 |
| 42 195 m                    | Felix Rijhnen                                       | Diogo Marreiros                                           | Patxi Peula                                     |

## Tableau des médailles
- Pays organisateur

| Rang  | Nation    | Or | Argent | Bronze | Total |
| ----- | --------- | -- | ------ | ------ | ----- |
| 1     | Italie    | 8  | 7      | 6      | 21    |
| 2     | Belgique  | 7  | 3      | 2      | 12    |
| 3     | Espagne   | 6  | 5      | 4      | 15    |
| 4     | France    | 2  | 6      | 5      | 13    |
| 5     | Allemagne | 1  | 0      | 3      | 4     |
| 6     | Portugal  | 0  | 2      | 3      | 5     |
| 7     | Pays-Bas  | 0  | 1      | 1      | 2     |
| Total | Total     | 24 | 24     | 24     | 72    |

## Sources
- Résultats des Championnats d'Europe, sur le site officiel.